# Быковский, Егор Владимирович
Егор Влади́мирович Быко́вский (род. 22 декабря 1968 года) — российский журналист, медиаменеджер, редактор. Главный редактор научно-популярного портала «Чердак» (ТАСС-Наука), главный редактор журнала «Наука в фокусе» (2011—2015), обозреватель и заведующий отделом науки и технологий журнала «Итоги» (1996—2001), главный редактор портала «Вокруг света» (2005—2011) и заместитель главного редактора журнала «Вокруг света» (2005—2016), радиоведущий научно-популярной передачи на «Эхе Москвы» (2014—2017).

## Биография
- Родился в Череповце в семье Владимира Ивановича Быковского и Веры Николаевны Быковской (Пашментовой)[3]
- С 1975 года (с 1 класса) учился в средней общеобразовательной школе при Посольстве СССР в Алжире[4]
- С 1978 года (с 4 класса) учился в московской школе № 689[4]
- В 1990 году окончил Московский государственный институт иностранных языков им. Мориса Тореза по специальности «преподаватель высшей школы (французский, английский языки), переводчик»[5]
- 1990—1992 — «Независимая газета»[5]
- 1992—1996 — шеф-редактор и главный редактор газеты «The Moscow News»
- 1996—2001 — обозреватель, заведующий отделом журнала «Итоги»
- 2004—2005 — главный редактор журнала «Что нового в науке и технике»
- 2006—2011 — заместитель главного редактора журнала «Вокруг света», главный редактор сайта «Вокруг Света»[6]
- 2011—2014 — главный редактор журнала «Наука в фокусе»
- 2014—2017 — ведущий передачи «Наука в фокусе» на «Эхе Москвы»[7]
- 2014—2016 — заведующий отделом науки журнала «Вокруг света»
- 2014—2016 — член оргкомитета премии «За верность науке»
- 2016—2019 — главный редактор онлайн-портала «Чердак» (руководитель редакции «ТАСС-наука»)[8]
- с 2020 года — шеф-редактор Яндекс. Учебника[9]
- с сентября 2021 — главный редактор научно-популярного портала Naked Science[10]

## Семья
- Жена — Юлия Ситникова, предприниматель.
- Сестра — Екатерина Соболь, писатель.
- Мать — Вера Николаевна Быковская, в 1995—2014 годах — директор библиотеки МГЛУ[11].

## Награды
- 2008 — Премия Рунета за сайт VokrugSveta.Ru
- 2015 — Премия всероссийского конкурса инновационной журналистики «Tech in Media» в категории «Популяризация науки»[12]
- 2019 — Премия РАН (Российской академии наук) 2019 года за лучшие работы в области популяризации науки (номинация «Лучшее научно-популярное видео») за фильм «Жизнь подо льдом»[13]